# عدم احراز صلاحیت‌ها در انتخابات ریاست‌جمهوری ایران (۱۳۹۶)
در بین ۱۶۳۶ نامزد که برای انتخابات ریاست‌جمهوری ایران (۱۳۹۶) نام‌نویسی کرده‌ بودند، ۵۳ نامزد سرشناس در عرصه‌های سیاسی، فرهنگی، اجتماعی و هنری حضور داشتند. از میان این افراد سرشناس شورای نگهبان صلاحیت ۶ نفر را تایید کرد، ۳ نفر پیش از اعلان صلاحیت‌ها انصراف دادند و صلاحیت ۴۴ نفر دیگر احراز نشد.. رد صلاحیت محمود احمدی‌نژاد، رییس‌جمهور اسبق، و حمید بقایی، معاون اجرایی وی، بحث‌انگیزترین رد صلاحیت‌های این دوره بود که واکنش‌هایی در پی داشت.
همچنین به گفته عباسعلی کدخدایی، سخنگوی شورای نگهبان، در انتخابات ریاست‌جمهوری اعلام رد صلاحیت انجام نمی‌شود و در واقع صلاحیت ها احراز نمیگردد و فقط اسامی واجدین شرایط رییس‌جمهوری به وزارت کشور ارسال می‌شود.

## احرازنشدگان سرشناس
در میان ۴۴ چهره سرشناسی که صلاحیت آنها احراز نشد، ۲۴ نفر دارای سابقه مناصب کشوری در قوای سه‌گانه، مجمع تشخیص مصلحت نظام و مجلس خبرگان رهبری بودند. و سایرین از افراد سرشناس در عرصه‌های سیاسی، فرهنگی، اجتماعی و هنری بودند.

### افراد دارای سابقه مناصب کشوری
محمود احمدی‌نژاد رئیس جمهور پیشین، مهمترین احراز صلاحیت نشدهٔ این دوره بود. همچنین حمید بقایی معاون اجرایی او در دولت دهم نیز تأیید نشد.
علیرضا زاکانی نمایندهٔ مجلس شورای اسلامی دوره هفتم تا نهم و حمیدرضا حاجی‌بابایی وزیر آموزش و پرورش دولت دهم، دو تن از پنج نامزد نهایی جبهه مردمی نیروهای انقلاب اسلامی (جمنا) بودند که صلاحیتشان احراز نشد.
از دیگر چهره‌های سرشناس دولت احمدی‌نژاد، همچنین مسعود زریبافان معاون وی و رئیس بنیاد شهید، صادق خلیلیان وزیر کشاورزی، محمدمهدی زاهدی وزیر آموزش و پرورش، سید احمد موسوی معاون حقوقی و مجلس، به تأیید شورای نگهبان نرسیدند.
در میان افراد احراز صلاحیت نشده نام سید محمد غرضی وزیر پیشین نفت و پست، تلگراف و تلفن و همچنین نامزد انتخابات ریاست جمهوری دور پیش، سید هاشم بطحایی گلپایگانی عضو مجلس خبرگان رهبری و محمد هاشمی رفسنجانی عضو پیشین مجمع تشخیص مصلحت نظام و رئیس پیشین سازمان صدا و سیما نیز به چشم می‌خورد.
همچنین از دیگر نمایندگان کنونی و پیشین مجلس شورای اسلامی نیز محمدعلی پورمختار نمایندهٔ مجلس نهم و دهم، موسی‌الرضا ثروتی نمایندهٔ مجلس هفتم تا نهم، عوض حیدرپور نمایندهٔ مجلس هفتم تا نهم، محسن رهامی نمایندهٔ مجلس اول و دوم، حسن سبحانی نمایندهٔ مجلس پنجم تا هفتم، قاسم شعله‌سعدی نمایندهٔ مجلس سوم، چهارم و ششم، اعظم طالقانی نمایندهٔ مجلس اول، سید احمد کاشانی نمایندهٔ مجلس اول و دوم، مصطفی کواکبیان نمایندهٔ مجلس هشتم و دهم، عبدالحسین مقتدایی نمایندهٔ مجلس سوم و چهارم، علیرضا منادی نمایندهٔ مجلس هشتم و نهم، حسن نوروزی نمایندهٔ مجلس هشتم و دهم، علی یوسف‌پور نمایندهٔ مجلس دوم تا چهارم احراز صلاحیت نشدند.

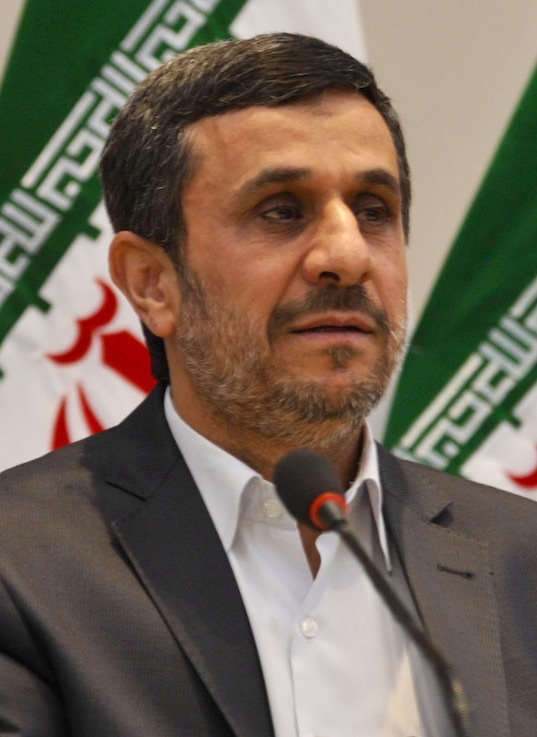
محمود احمدی‌نژاد
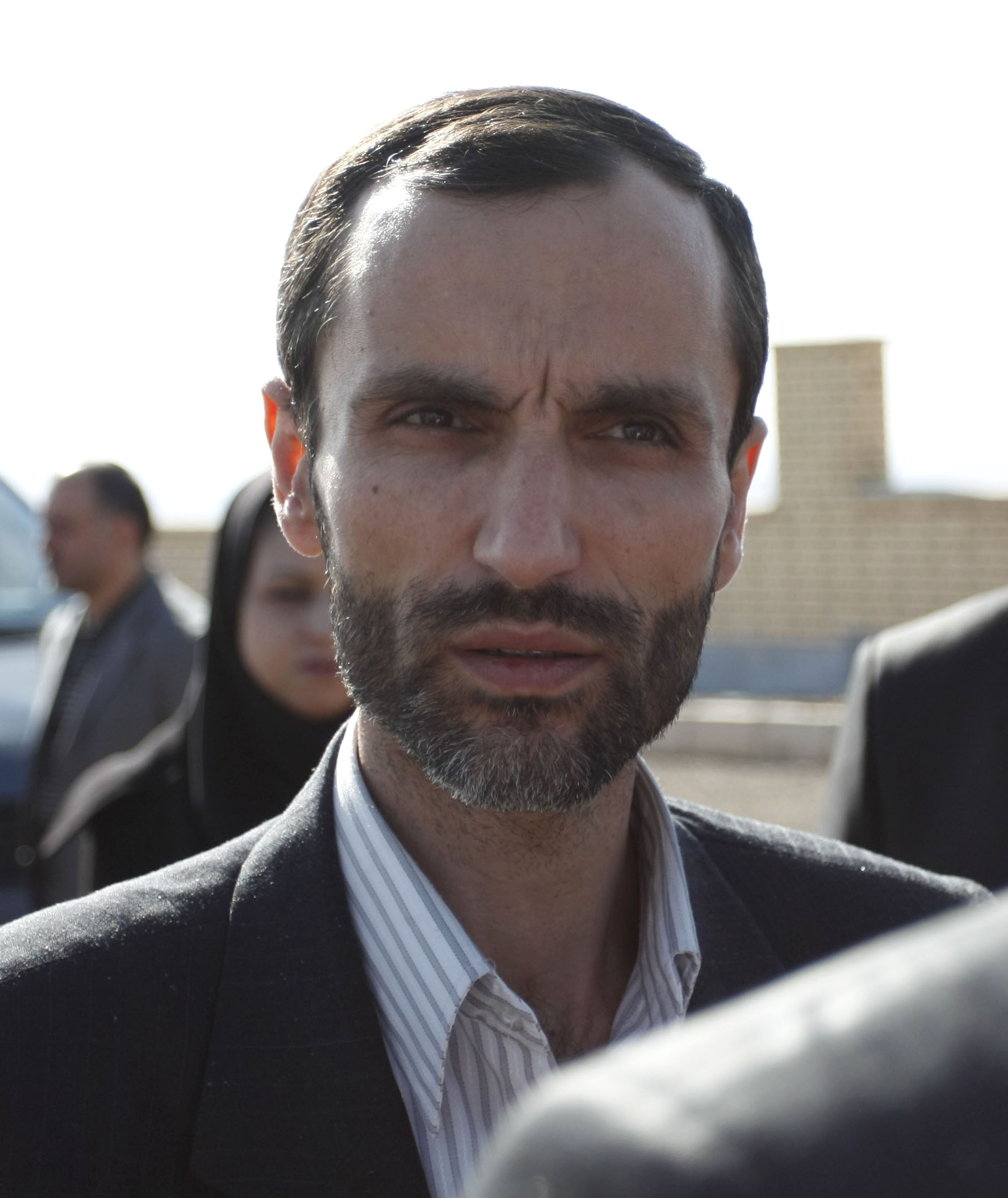
حمید بقایی
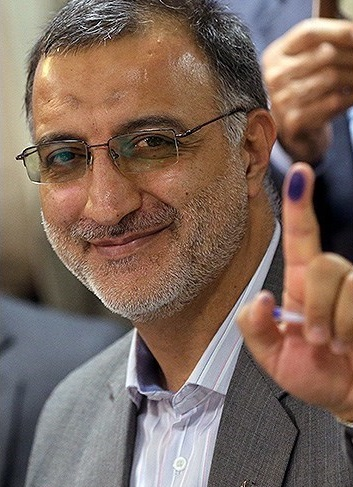
علیرضا زاکانی
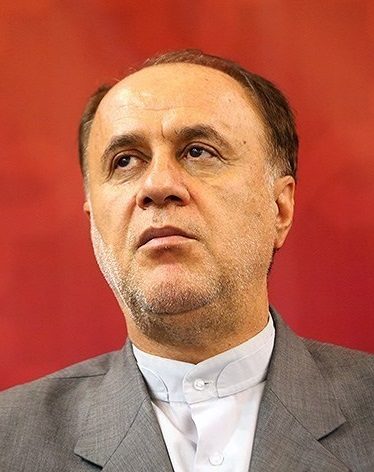
حمیدرضا حاجی‌بابایی
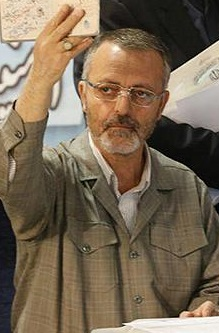
مسعود زریبافان
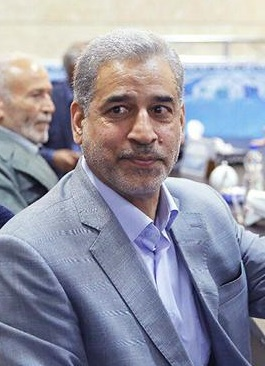
صادق خلیلیان
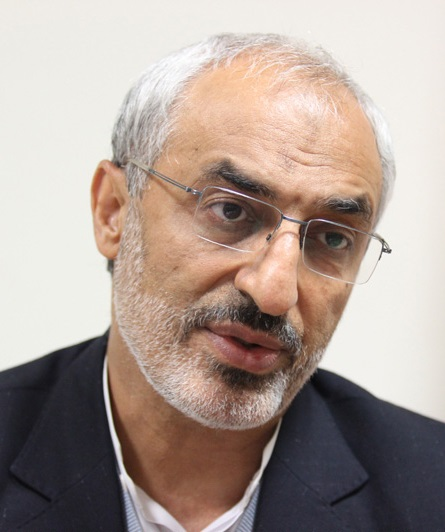
محمدمهدی زاهدی
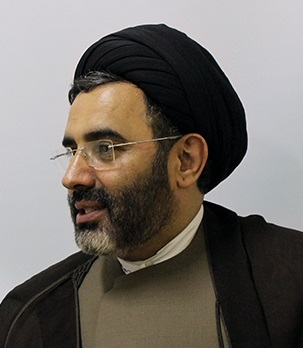
سید احمد موسوی
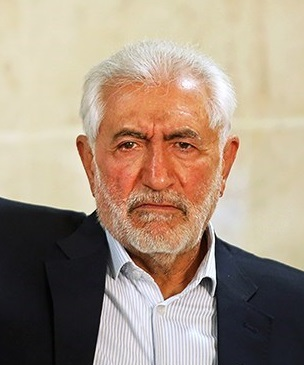
سید محمد غرضی
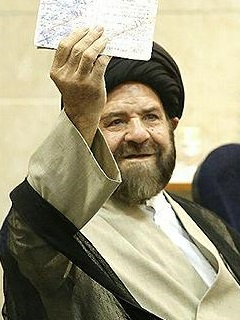
هاشم بطحایی گلپایگانی
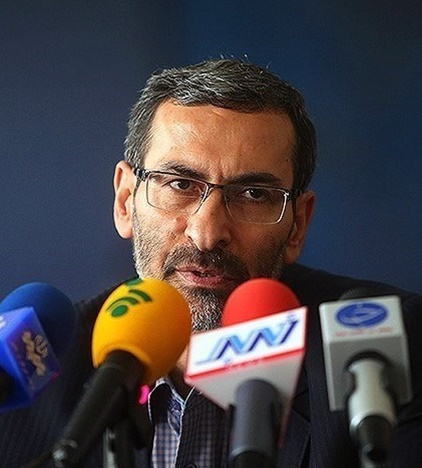
محمدعلی پورمختار
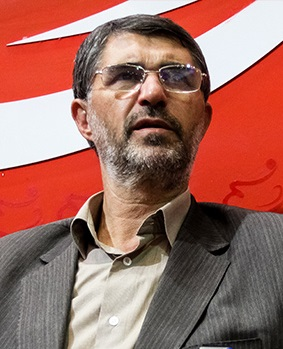
موسی‌الرضا ثروتی
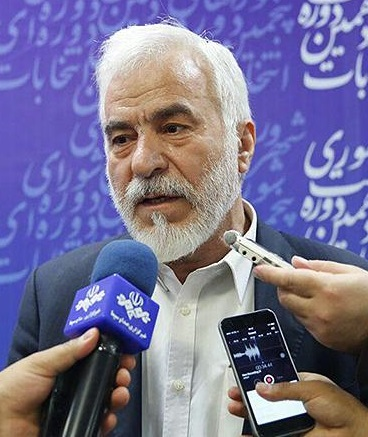
عوض حیدرپور
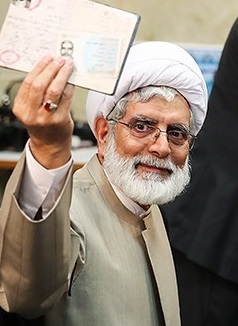
محسن رهامی
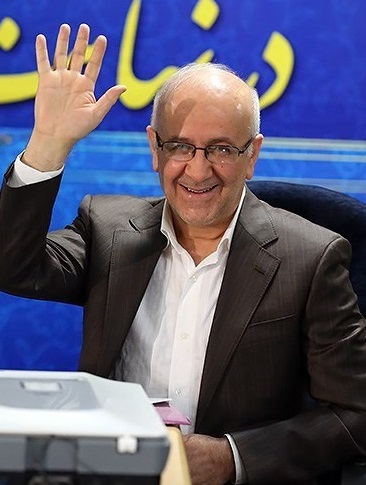
حسن سبحانی
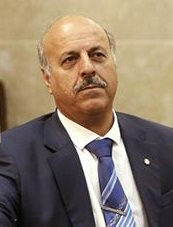
قاسم شعله‌سعدی
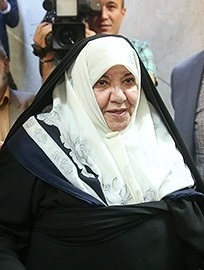
اعظم طالقانی
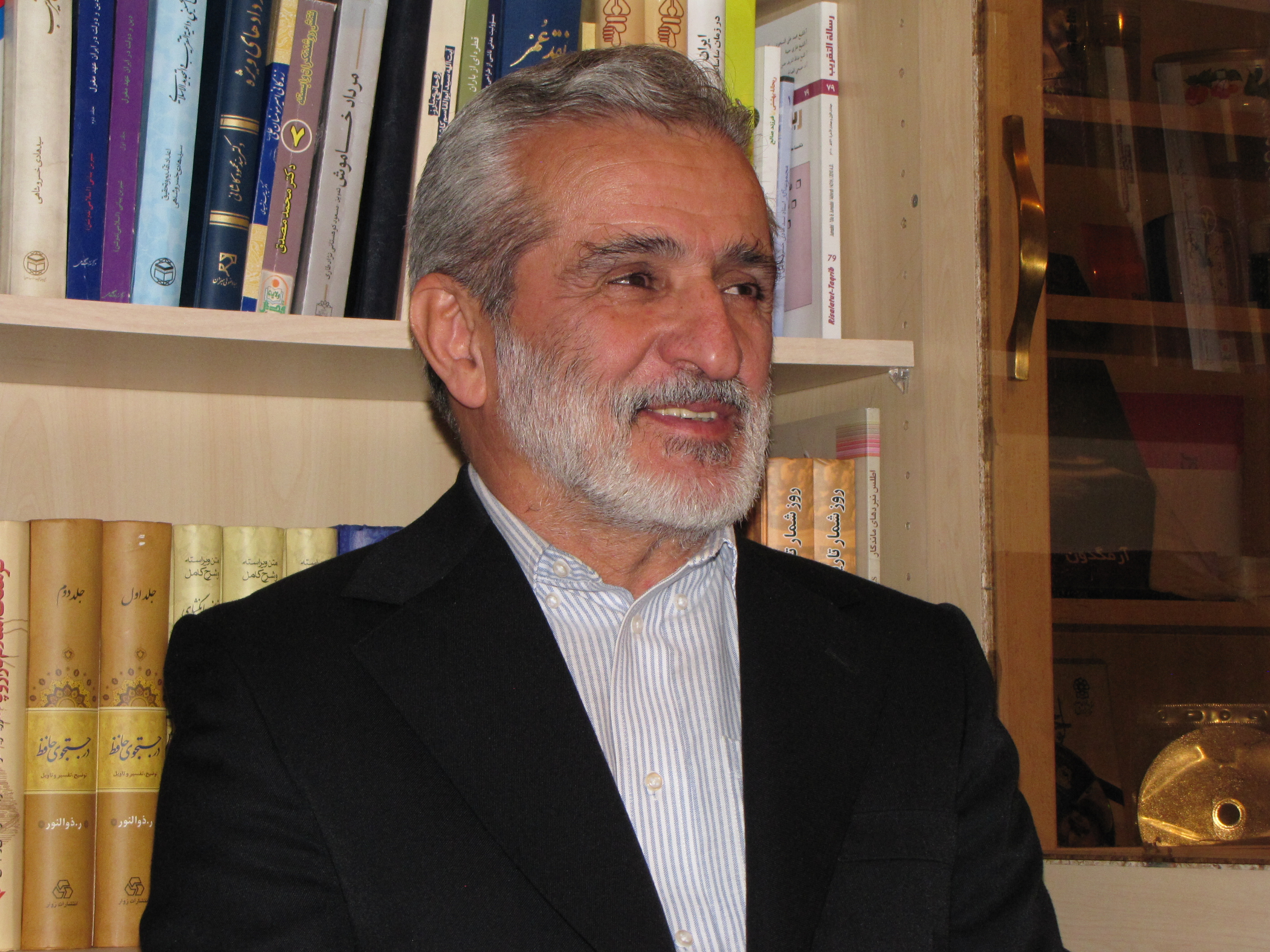
سید احمد کاشانی
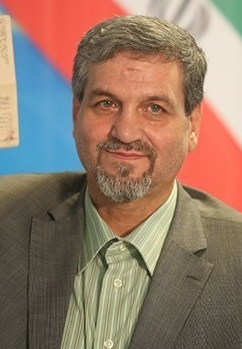
مصطفی کواکبیان
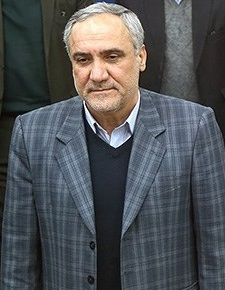
عبدالحسن مقتدایی
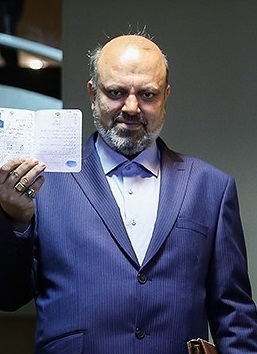
علیرضا منادی
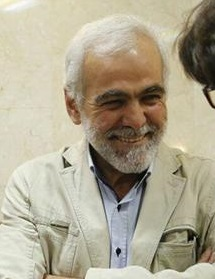
علی یوسف‌پور

### سایر افراد سرشناس
از میان چهره‌های سرشناس دولتی احراز صلاحیت نشده می‌توان به محمود عباس‌زاده، مدیرکل سیاسی پیشین وزارت کشور، مهدی کلهر مشاور رسانه‌ای پیشین رئیس جمهور، علیرضا رجایی مشاور نهاد ریاست جمهوری و سیدعلی گرامیان مشاور فرهنگی وزیر صنعت اشاره کرد.
در میان چهره‌های حزبی مطرح کشور، صلاحیت افرادی همانند علیرضا متانی دبیرکل حزب دفاع از ایثارگران و قانون اساسی، خسرو نصیرزاده دبیرکل مجمع متخصصین ایران، امرالله شیخیانی دبیرکل حزب مردم، سعید یاری دبیرکل سازمان دفاع از منافع ملی و حسن بیادی دبیرکل جمعیت آبادگران جوان احراز نشد.
هوشنگ امیراحمدی استاد دانشگاه راتگرز نیوجرسی، مهدی خزعلی مدیر انتشارات حیّان و محسن غرویان مدرس حوزهٔ علمیهٔ قم از چهره‌های سرشناس فرهنگی بودند که صلاحیت آنها تائید نشد.
در میان اهالی هنر جواد گلپایگانی بازیگر و تهیه کننده، امین‌الله رشیدی شاعر، خواننده و آهنگساز، مریم ابراهیم‌وند کارگردان و تهیه کننده سینما و سیروس میمنت بازیگر و نویسنده احراز صلاحیت نشدند.
همچنین صلاحیت چهره‌های سرشناس دیگر همچون عباس پالیزدار عضو هیئتِ تحقیق و تفحص مجلس هفتم از قوهٔ قضائیه، حمیدرضا احمدآبادی فعال بسیجی مشهور، بهمن لامعی معاونت سابق بیمه مرکزی ایران و محمد غفاری فرمانده سابق نیروی انتظامی سیستان و بلوچستان احراز نشد.

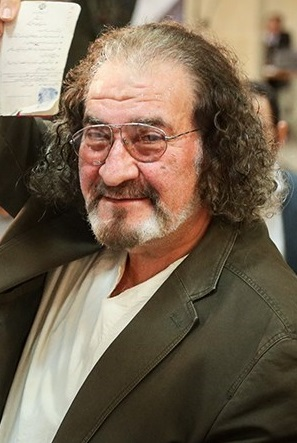
مهدی کلهر
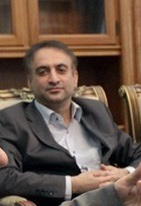
خسرو نصیرزاده
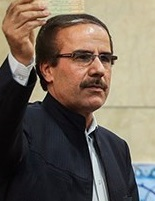
امرالله شیخیانی
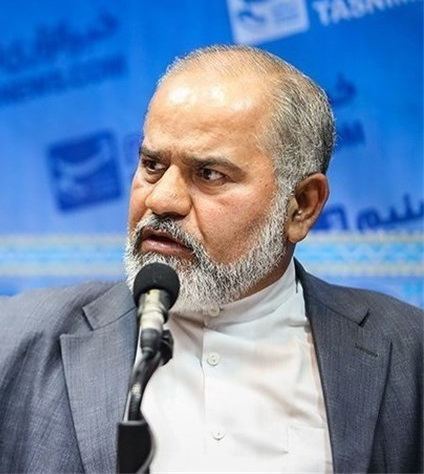
سعید یاری
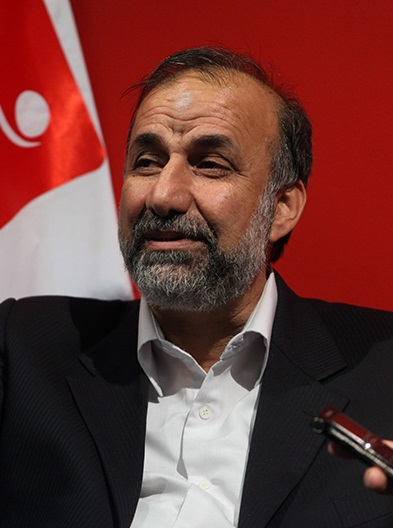
حسن بیادی
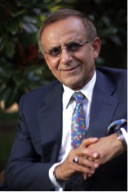
هوشنگ امیراحمدی
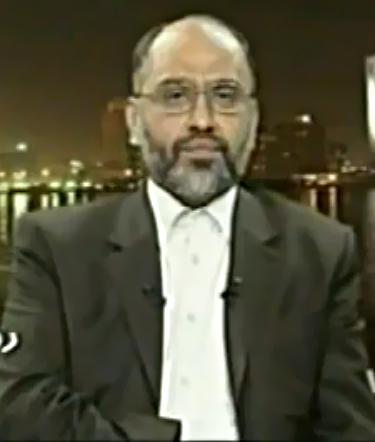
مهدی خزعلی
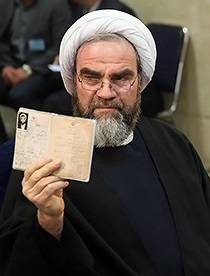
محسن غرویان
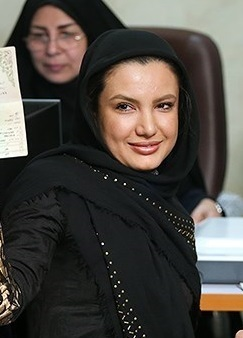
مریم ابراهیم‌وند
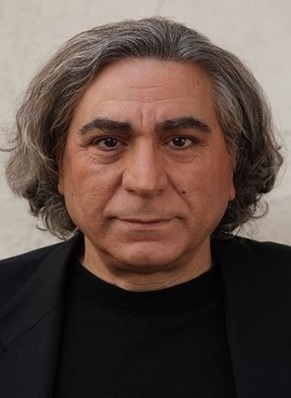
سیروس میمنت
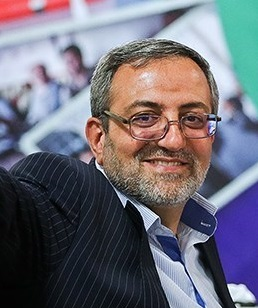
عباس پالیزدار
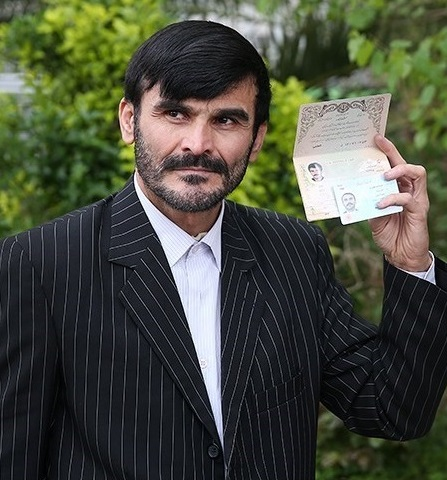
حمیدرضا احمدآبادی